# A3 (Roemenië)
De A3 of Transsylvaanse snelweg (Autostradă Transilvania) is een snelweg in aanbouw die de Roemeense hoofdstad verbindt met vele andere steden in Transsylvanië en de grens met Hongarije.
Het wegverloop van de snelweg is als volgt: Boekarest - Ploiești - Brașov - (het stuk via Sighișoara naar Târgu Mureș wordt niet meer aangelegd) - Turda - Cluj-Napoca - Zalău - Oradea - Borș - Hongaarse grens.
De snelweg loopt bijna gelijk aan de DN1, de meest bereden weg in Roemenië.
Het oorspronkelijke contract voor de A3 over een lengte van 415 km was afgesloten met het Amerikaanse bedrijf Bechtel. Er ging zeer veel mis: Zo was er geen aanbesteding geweest en geen haalbaarheidsstudie uitgevoerd, De regering was onvoldoende op de hoogte van alle voorwaarden toen men over het contract besliste. Uiteindelijk werd in 2013 het contract opgezegd nadat slechts 52 km snelweg was aangelegd. De kosten bedroegen op dat moment 1,42 miljard euro. Hiermee was dit een van de duurste stukken snelweg ooit aangelegd. Justitie heeft nadien nooit een schuldige voor het echec kunnen vinden.
In 2016 werd besloten het deel van de weg tussen Targu Mures en Brasov niet meer te bouwen. De verbinding naar Boekarest zal als alternatief vanaf Turda via de A10 (Roemenië) Sebeș - Turda naar Sebes. gaan en dan via de A1 naar de hoofdstad. De A3 Boekarest Brasov wordt wel verder uitgebouwd.

## Gereedgekomen traject
Op 1 december 2009 werd het eerste gedeelte van de A3 opgeleverd. De opening werd verricht door de toenmalige minister president van Roemenië, Emil Boc. Het betroft de eerste 42 kilometer snelweg tussen de plaatsen Gilau en Turda. Hierdoor hoefde al het verkeer niet meer door de stad Cluj en werd de stad bevrijd van files en zwaar vrachtverkeer.  In 2018 werd 9 kilometer toegevoegd tussen Gilău tot aan Nădăşelu.
Van het tracé van Boekarest to Ploiești werd in 2012 het eerste deel geopend met een lengte van 55 kilometer, in december 2018 opende uiteindelijk het stedelijke deel van de A3 in București, een 7 kilometer lang traject tussen een rotonde bij de Strada Petricani en de Centura București. 

### Traject Cluj-Napoca - Târgu Mureș
In december 2018 werd eveneens een traject tussen Ungheni en Iernut, net ten westen van Târgu Mureș geopend dat in 2021 met 4,5 kilometer werd verlengd rond het dorp dorp Ungheni aan de met een aansluiting naar Târgu Mureș.  Het traject tussen Iernut en Chețani werd op 18 september 2020 opengesteld voor het verkeer. Het deel tussen Chețani en Câmpia Turzii liep echter fors achter op schema, op 11 maart 2021 is het contract ingetrokken. In februari 2022 is een nieuw contract gegund met een geplande oplevering eind 2023. Daarmee kan er zonder onderbreking gereisd worden naar Târgu Mureș. 

### Traject Hongaarse grens - Biharia
In september 2020 werd een kort stuk van de snelweg nabij de grens met Hongarije (5,4 km) geopend voor het verkeer als aansluiting op de M4 die de rechtstreekse autosnelwegverbinding met Debrecen en Boedapest mogelijk maakt. Op dit stuk snelweg zal ook een aansluiting naar Oradea worden gebouwd, de A11. Op 18 augustus 2020 werd het contract gegund voor de 19 kilometer lange bypass van Oradea, die langs de westkant van de stad verloopt. Dit deel is grotendeels onderdeel van de A11 en een klein stukje van de stadsring van Oradea. Dit deel moet in december 2023 worden opengesteld.

## In aanbouw zijnde delen
Op 4 september 2020 werd de gunning voor twee contracten ten noordwesten van Cluj-Napoca aangekondigd, 16,8 kilometer tussen Nădășelu en Mihăiești en 13,3 kilometer tussen Mihăiești en Zimbor. Het contract werd op 22 september 2020 getekend. Dit deel wordt circa september 2023 geopend. Verder is op 26 juni 2020 is een contract gegund voor de bouw van 12,2 kilometer A3 tussen Zimbor en Poarta Sălajului. Het duurde echter twee jaar voordat de bouw in juli 2022 begon. Dit deel moet in december 2024 gereed zijn. Ook is een stuk weg tussen Poarta Sălajului en Zalău met een 2,89 kilometer lange tunnel door het Meseșgebergte in voorbereiding.
Vervolgens is op 5 september 2020 een contract gegund voor een 13,5 kilometer lang deel tussen Nușfalău en Suplacu de Barcău. Dit deel wordt op 15 september 2023 voor het verkeer geopend. Het lijkt er daarmee op dat er de komende jaren voor de stad Zalău ook een aansluiting gaat ontstaan op het autosnelwegennet.
Verder zijn er nog twee wegdelen die er voor moeten zorgen dat de totale verbinding tussen Biharia en Suplacu de Barcău aan gaat sluiten. Het eerste deel betreft het traject Biharia-Chiribiş, dit wegdeel is 28,5 km lang. Het tussenliggende traject behelst 26,3 km.

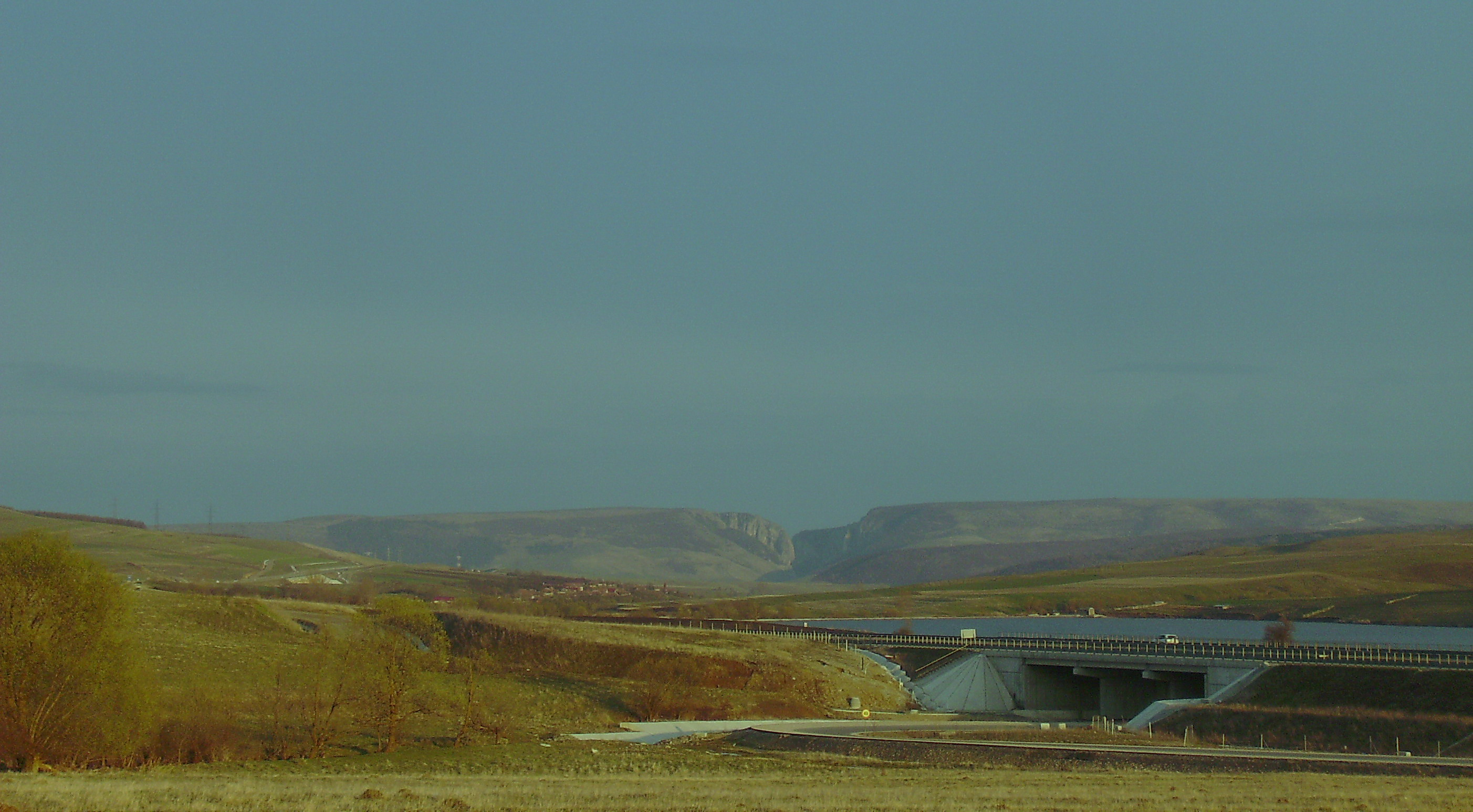
A3 ten westen van Cheile Turzii
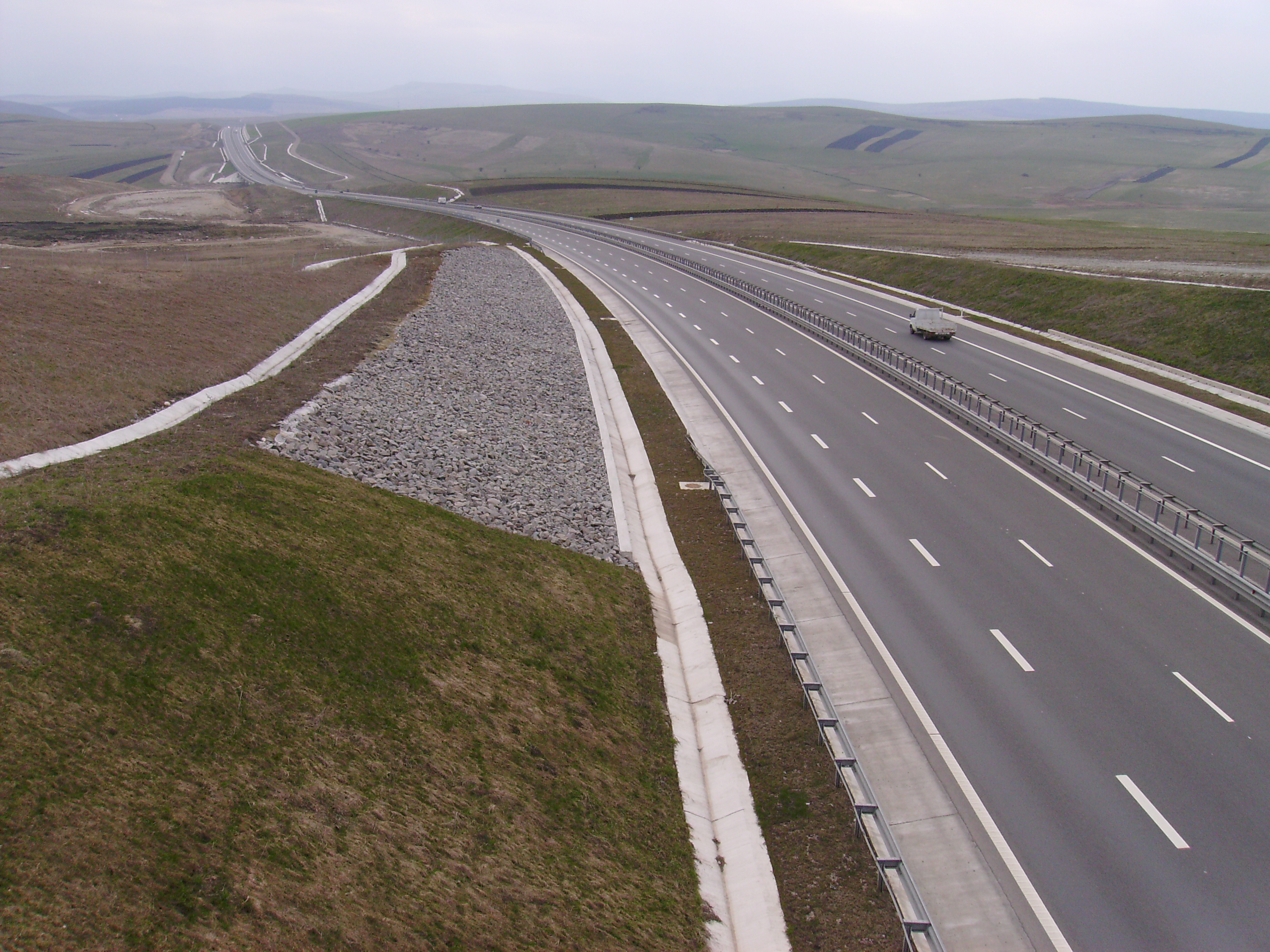
A3 bij Cheile Turzii
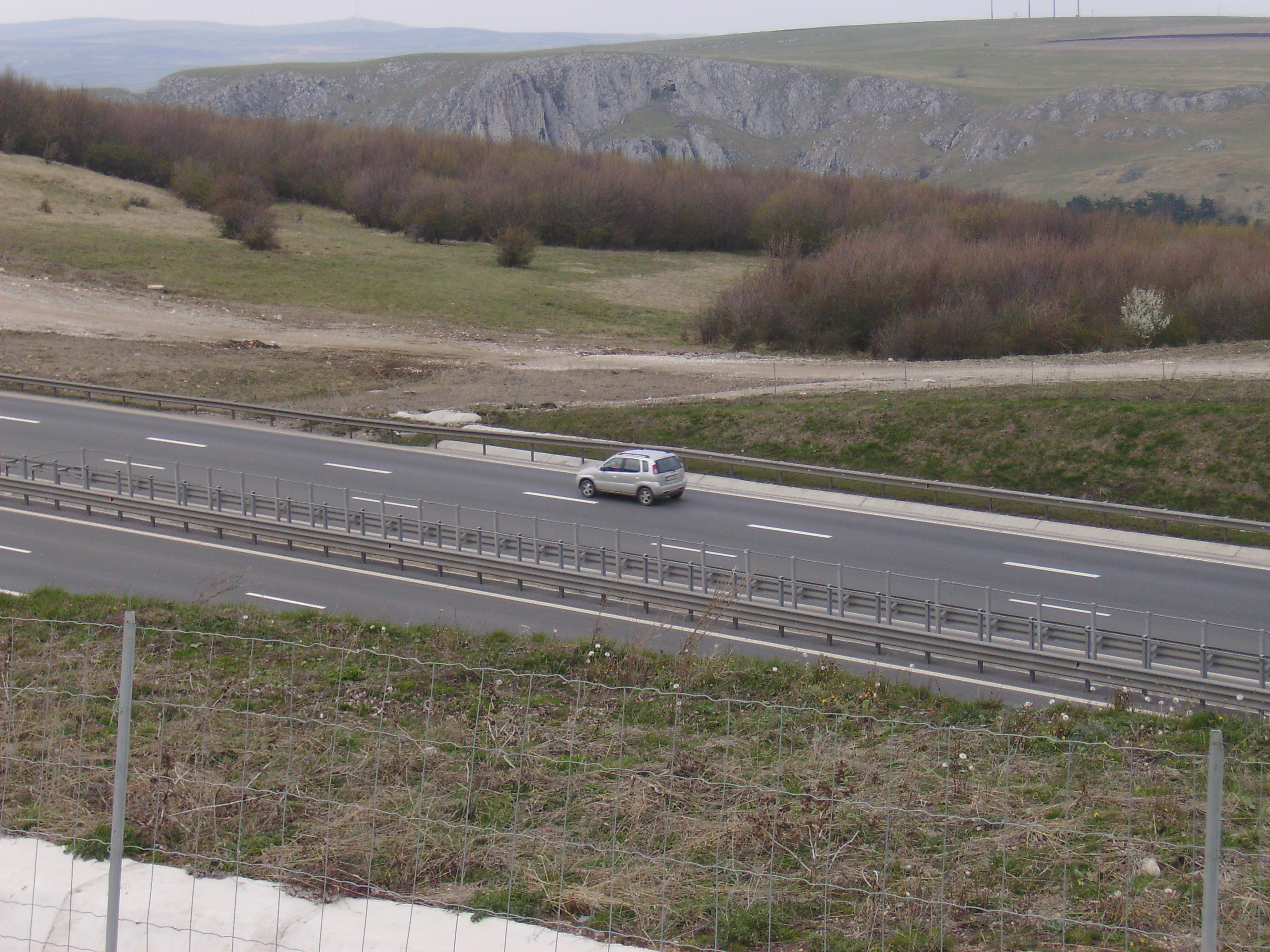
A3 bij Cheile Turului
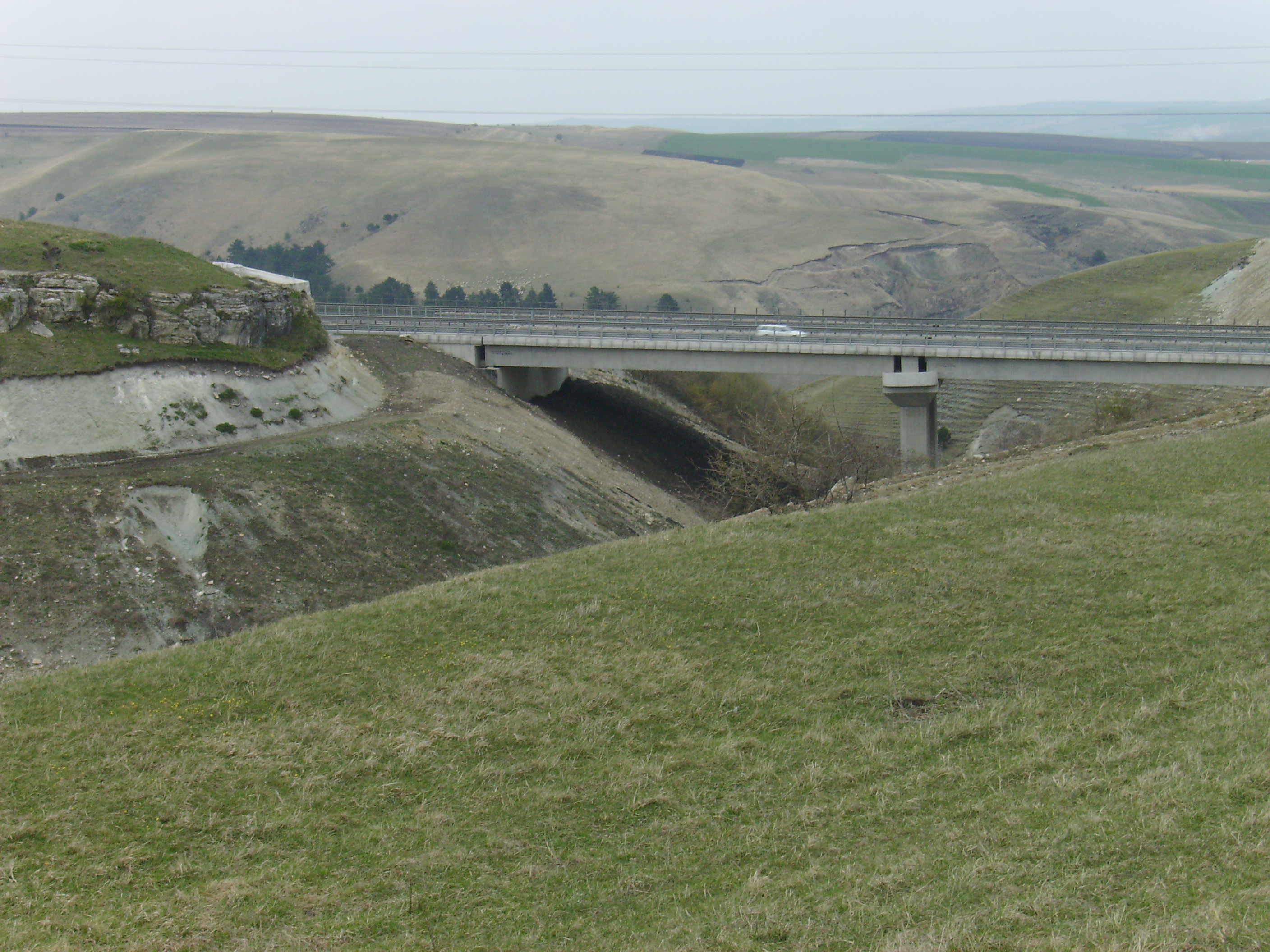
A3 in Cheile Turului